# أوتوسكيتش
أوتوسكيتش، برنامج للرسم ثنائي الأبعاد، صممته شركة أوتودسك. هذا البرنامج أقل فعالية من برنامج أوتوكاد الذي صممته شركة أوتودسك أيضاً، وهو لا يدعم النماذج ثلاثية الأبعاد.
يستخدم البرنامج SKD و SKF في نسخه اللاحقة، في حين كانت النسخ الأصلية تدعم .dwg و DXF.

## وصلات خارجية
- موقع لشرح برامج أوتوديسك
- صفحة المنتج أوتوسكيتش من أوتوديسك
- نمذجة أوتوسكيتش ثلاثية الأبعاد
- دروس أوتوسكيتش